# Bartholomäus Ghotan

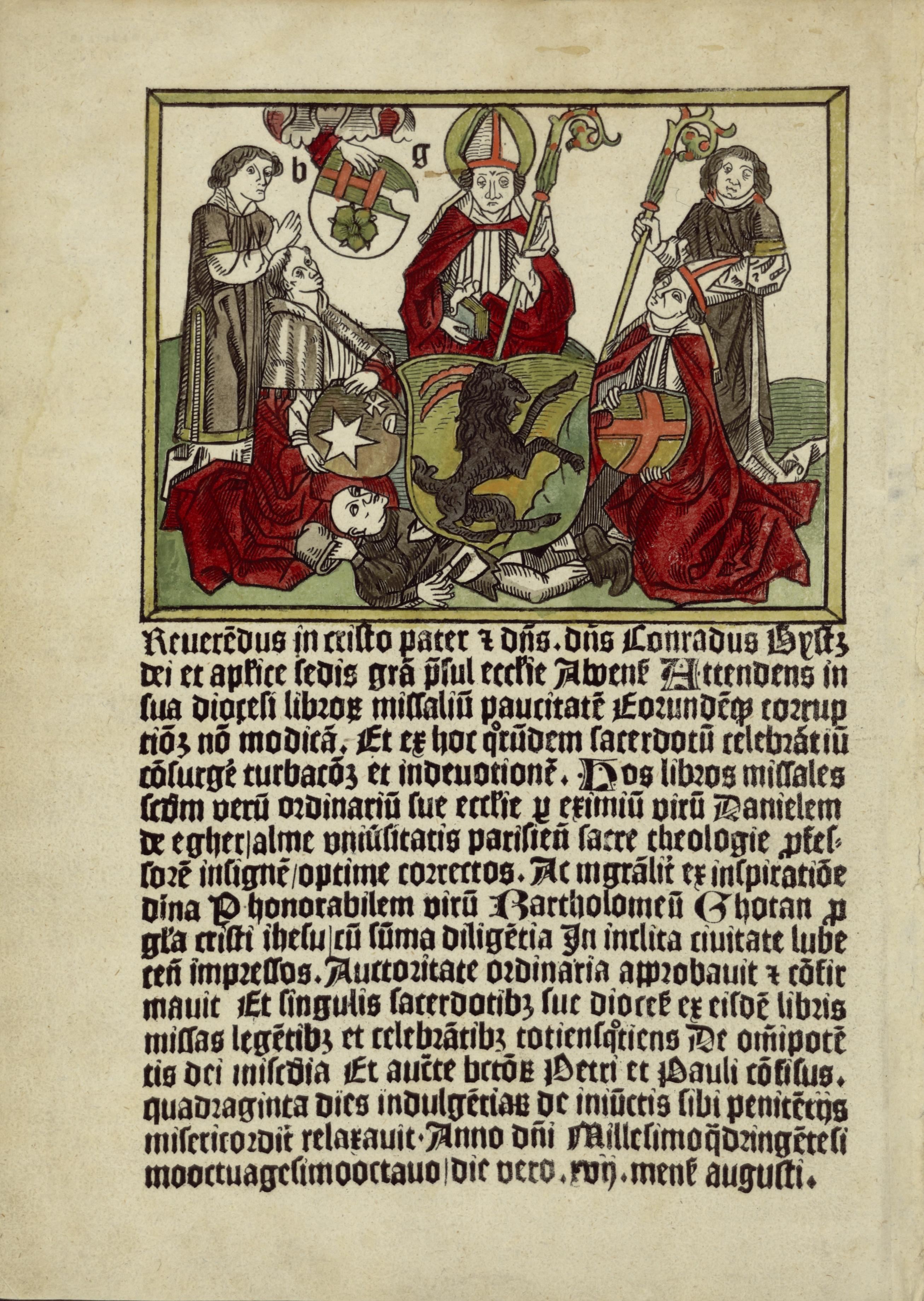
Vorwort zum Missale Aboense mit der Druckermarke Ghotans, 1488 - Die Abbildung zeigt Bischof Heinrich von Uppsala mit seinem Mörder Lalli

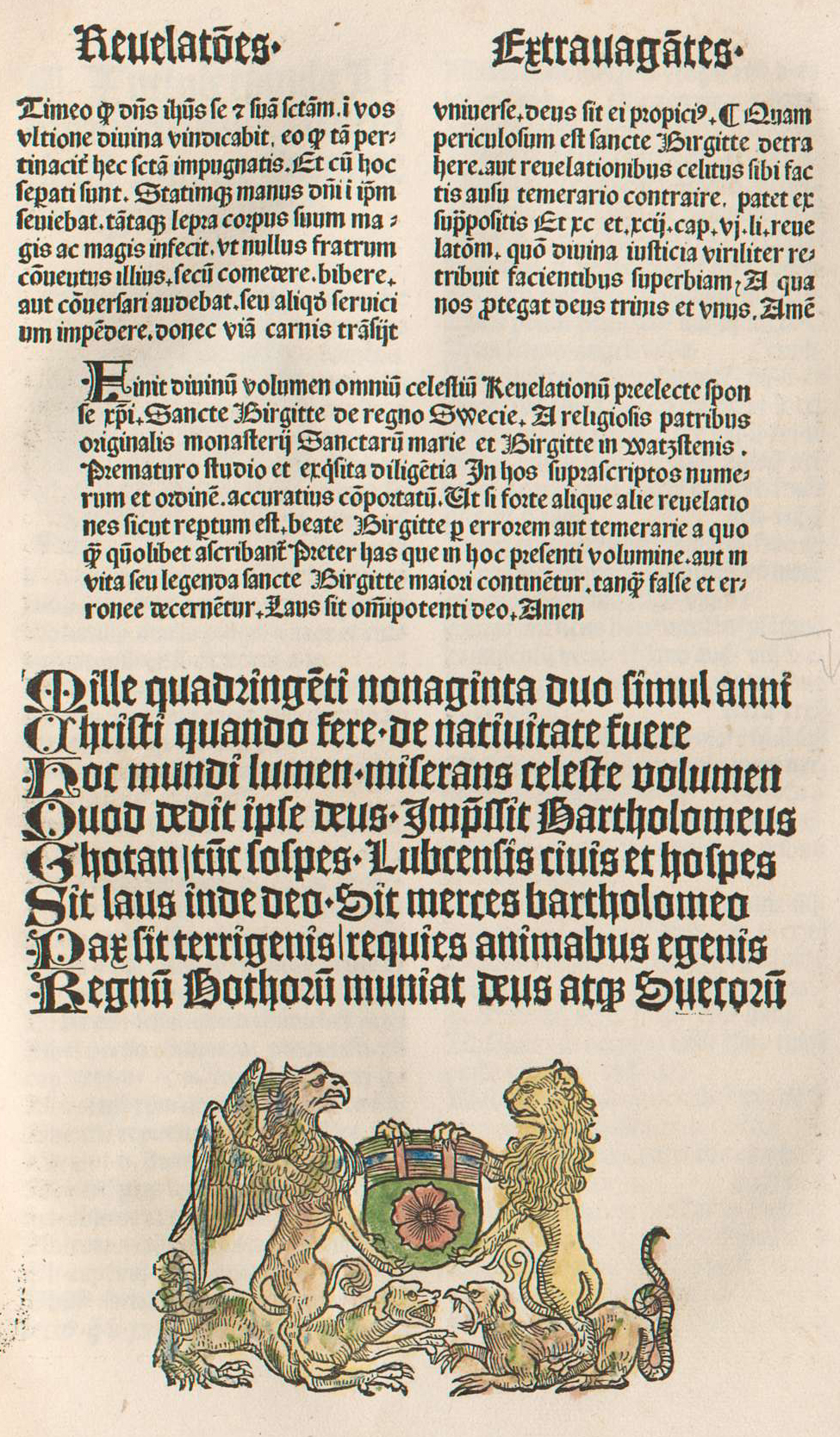
Kolophon der Revelationes mit Druckermarke, 1492

Bartholomäus Ghotan  (* unbekannt; † vor September 1496 in Russland), fälschlich auch als B. Gothan zitiert, war ein bedeutender Inkunabel-Buchdrucker und Typograf, der in Magdeburg, Stockholm und  Lübeck tätig war und das erste für Finnland gedruckte Buch sowie mit Promptuarium medicinae 1483 das erste gedruckte deutschsprachige Kräuterbuch schuf.

## Leben und Werk
Über Bartholomäus Ghotans Kindheit und Jugend ist nichts bekannt. Es gilt als gesichert, dass er eine Ausbildung zum Geistlichen erhalten hat, da er in mehreren Urkunden als Kleriker der Diözese Magdeburg erwähnt wird. Ghotan gilt als der erste Buchdrucker in Magdeburg, erstmals nachweisbar ist er 1479.
Gegen 1484 zog er nach Lübeck um, das sich in dieser Blütezeit der Hanse, unter anderem durch die Tätigkeit von Lucas Brandis und seiner Familie, zu einem Zentrum des Drucker- und Buchführerhandwerks für den gesamten Ostseeraum entwickelte.
Nach zwei sehr erfolgreichen Jahren eröffnete er 1486 Johann Snell nachfolgend eine Offizin in der Hansestadt Stockholm, wo er mehrere liturgische Schriften druckte.
Aufgrund einer Streitigkeit zog er es jedoch vor, nach Lübeck zurückzukehren. Hier entstand 1488 sein größtes Werk, das Missale Aboense, ein Messbuch für das finnische Erzbistum Turku. Auftraggeber war der Bischof Konrad Bitz. Das Missale gilt als finnisches Nationaldenkmal, da es das erste jemals für Finnland gedruckte Buch und die einzige finnische Inkunabel ist.
1483 druckte er in Magdeburg erstmals die in elbostfälisch verfasste Inkunabel Promptuarium medicinae, genannt beredicheyt der artzedige (auch Berêdicheit der Arstedîe genannt). Dieses medizinische Werk besteht vor allem aus einem Kräuterbuchteil.
Um 1493 reiste Ghotan über Turku (schwedisch Åbo), wo man ihm eine Reliquie des Bistumspatrons überreichte, auf Einladung Iwans III. nach Russland, wo er vermutlich bis Nowgorod und Moskau kam. Vielleicht hat bei dieser Reise der Lübecker Arzt und Theologe Nicolaus Bulow eine Rolle gespielt, der sich seit einiger Zeit in Russland aufhielt und den 1492 in Lübeck bei Steffen Arndes erschienenen Garten der Gesundheit („Gaerde der Suntheit“ von Johann Wonnecke von Kaub) ins Russische übersetzte. Hier in Nowgorod, wo Ghotan am Hof des Erzbischofs Gennadij verweilte, verliert sich jedoch Ghotans Spur. Wahrscheinlich kam er im Zusammenhang mit den Nowgoroder Unruhen, die 1494 zur Schließung des Hansekontors Petershof durch Iwan den Großen führten, ums Leben. Der Lübecker Chronist Reimar Kock schreibt im Jahr 1556 hierzu im Zusammenhang mit einem nicht zur Durchführung gekommenen Auftrag für neue Messbücher in Russland, auf der Rückreise hätten em de Russen alles ghenamen unde en inth wather gheworpen unde vorssopeth. Insofern kann Ghotan kein belegbarer Einfluss auf den Buchdruck in Russland zugesprochen werden.
1496 verkaufen seine Testamentsvollstrecker sein Haus in Lübeck. In seinem 1484 aufgesetzten Testament stiftete Ghotan eine kleine Orgel für die Marientiden in der Marientiden-Kapelle der Marienkirche.
Seine Werkstatt mitsamt den Typen ging vermutlich in den Besitz von Steffen Arndes über.

## Werke (Auswahl)

### Magdeburg
- Almanach auf das Jahr 1479
- Missale Praemonstratense 1479 (Messbuch für den Prämonstratenserorden)
- Missale Magdeburgense 1480 (Messbuch des Erzbistums Magdeburg)

die ersten in Deutschland gedruckten Messbücher, an beiden war Lucas Brandis als Schriftgiesser beteiligt
- Psalterium cum Canticis 1481 (Psalmen und Cantica, neu aufgelegt in Lübeck 1485)
- Breviarium Verdense et Hildesemense 1483 (Stundenbuch für die Bistümer Verden und Hildesheim)

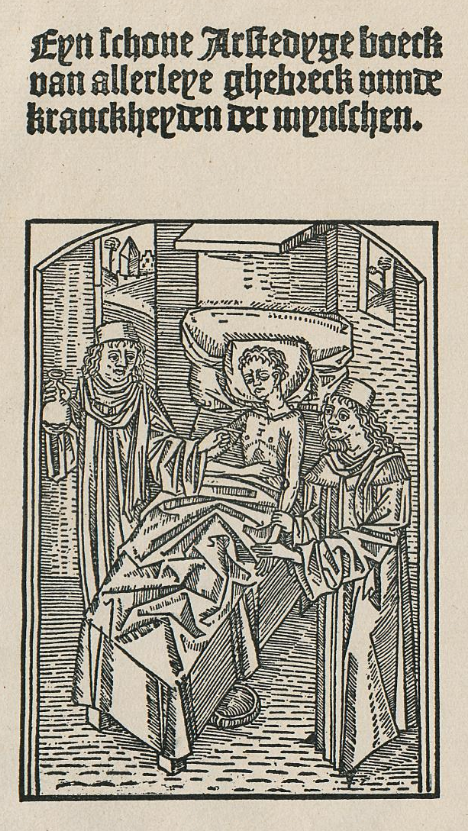
Promptuarium medicinae. Magdeburg 1483. Titelblatt

- Promptuarium Medicinae: Eyn schone Arstedyge boeck. Magdeburg 1483 Digitalisat Staatsbibliothek Berlin
  - (moderne Edition) Das Promptuarium medicinae. Magdeburg: Bartholomäus Ghotan 1483. - das erste gedruckte - Kräuterbuch in deutscher Sprache. EDV-gestützte Edition. Herausgegeben von Peter Seidensticker unter Mitwirkung von Christel Seidensticker und computativ bearbeitet von Harald Händler, Lahr: Moritz Schauenburg 1990.  (Corpus Herbariorum. Bd. 1.) ISBN 3-7946-0263-3.(Digitale Aufbereitung des Textes)
- Martinus Polichius de Mellerstadt: Prognosticatio 1483 1482 (astronomisch-astrologische Jahresvorhersage des Wittenberger Gelehrten Martin Pollich)

### Lübeck
- Eyn ghud bewert regimente van den pestilencien. (= Valascus de Tarenta: De epidemia et peste) 1484
- Michael Schrick: Kraft und doghede der branden watere - Handbuch der Branntweinkunde
- [Speculum virtutum <niederdt.>] Dyt bock ys gheheten de speygel der dogede. (Tugendspiegel) 1485 (Volldigitalisat)
- Sunte Birgittens Openbaringe 1485 (Auszug aus den Offenbarungen der Heiligen Birgitta von Schweden)

### Stockholm
- Vita der Heiligen Birgitta 1487
- Manuale Upsalense 1487 (Liturgisches Handbuch für nichteucharistische Gottesdienste, Vorgänger des Rituale Romanum, für das Bistum Uppsala)
- Missale Strengnense 1487 (Messbuch für das Bistum Strängnäs)
- Vita cum miraculis b. Katherine 1487 (Lebensbeschreibung der heiligen Katharina von Schweden und der auf ihre Fürsprache hin gewirkten Wunder)

### Lübeck

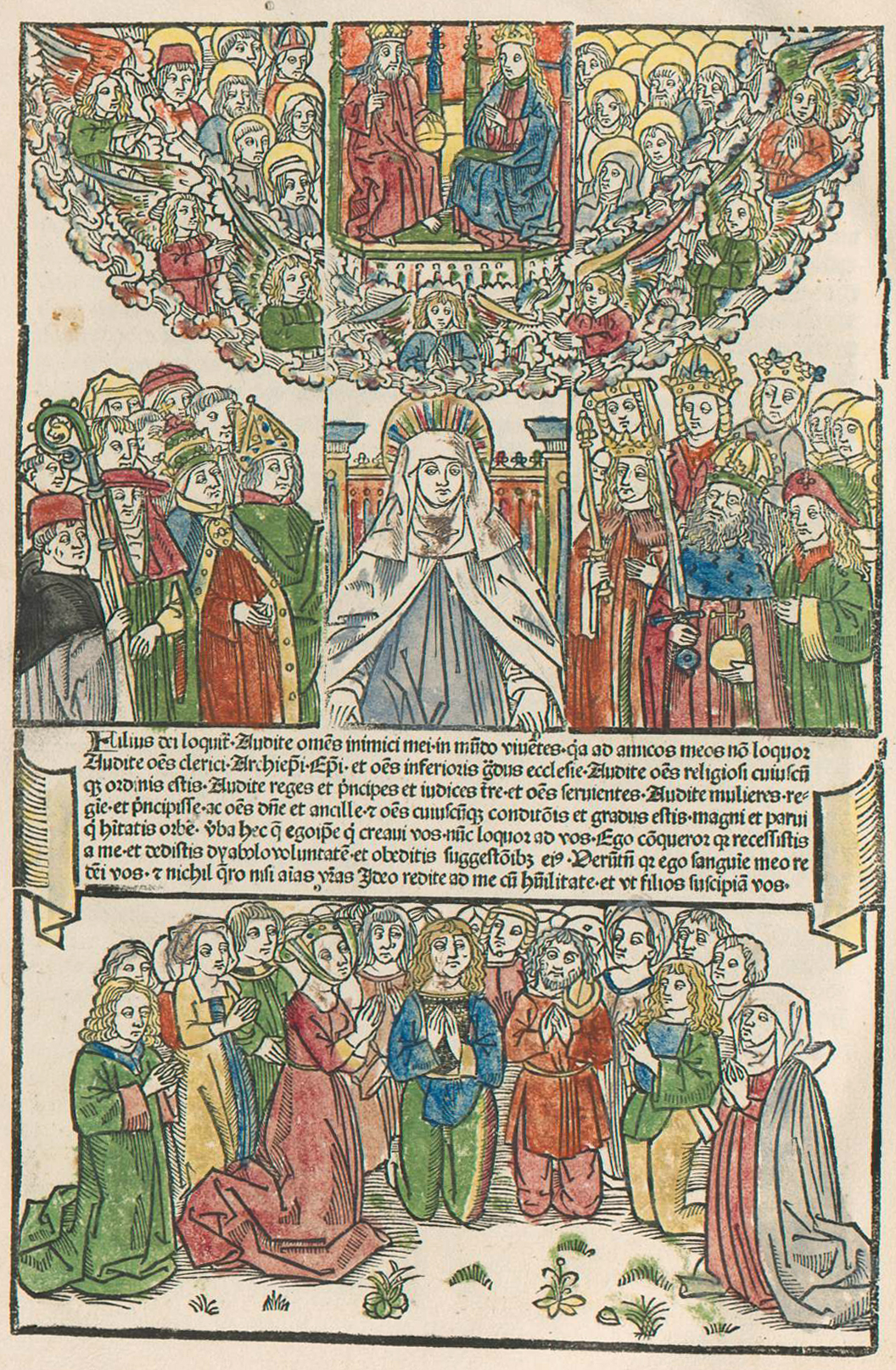
Vision der Hl. Birgitta, 1492

- Missale Dominicanum seu Ordinis Praedicatorum, 1488 (Messbuch für den Dominikanerorden)
- Bruchstücke zur kenntnis der Lübecker erstdrucke von 1464 bis 1524, nebst rückblicken in die spätere zeit Digitalisat, Königliche Bibliothek zu Stockholm
- Missale Aboense, 1488 (Messbuch für das Bistum Turku/Åbo)
- Missale speciale votivale, 1488 (Messbuch für Votivmessen)
- Van deme quaden thyranne Dracole Wyda, nicht vor 1488 (Digitalisat und Volltext im Deutschen Textarchiv, Digitalisat (7,88 MB; PDF) des Exemplars der Széchényi-Nationalbibliothek mit ungarischer Einleitung)
- Raimund Peraudi: Ablassbrief, 1490 Digitalisat, Stadtbibliothek Lübeck
- Revelationes Sancte Birgitte, 1492 (erste vollständige lateinische Ausgabe der Offenbarungen, Volldigitalisat)